# Banco Atlas-Familiar
El Banco Atlas-Familiar es un Banco paraguayo, Nació en 2024 luego de la fusión de dos bancos, el Banco Atlas y el Banco Familiar. Para el año 2024 es el quinto banco más grande del país por cantidad de activos.

## Historia

### Banco Atlas
Fue fundado el 15 de octubre de 1989, bajo el nombre de Cristal Financiera S.A.. El emprendimiento fue creciendo y en el año 1997 se convirtió en Atlas S.A. de Finanzas. El 7 de diciembre de 2010 recibe la autorización del Banco Central del Paraguay para operar bajo la denominación de banco.

### Banco Familiar
Fue fundado en 1967 cuando Alejandro Laufer y un grupo de comerciantes decidieron formar una empresa, a la que bautizaron Crédito Familiar. El emprendimiento fue creciendo y en el año 1992 se convirtió en Financiera Familiar. En 2003, se fusionó con Financiera General S.A. En 2008 recibe la autorización del Banco Central del Paraguay para operar bajo la denominación de banco.

### Fusión por consolidación
El 19 de agosto de 2024 se anuncia la fusión entre los dos bancos considerados medianos según la Superintendencia de Bancos. entre ambos suman el 10% de participación en el mercado. lo cual permitiría al nuevo banco obtener la cantería de Gran banco, Lo que le permite realizar inversiones mas grandes en el sistema financiero nacional.